# Theodore Pell

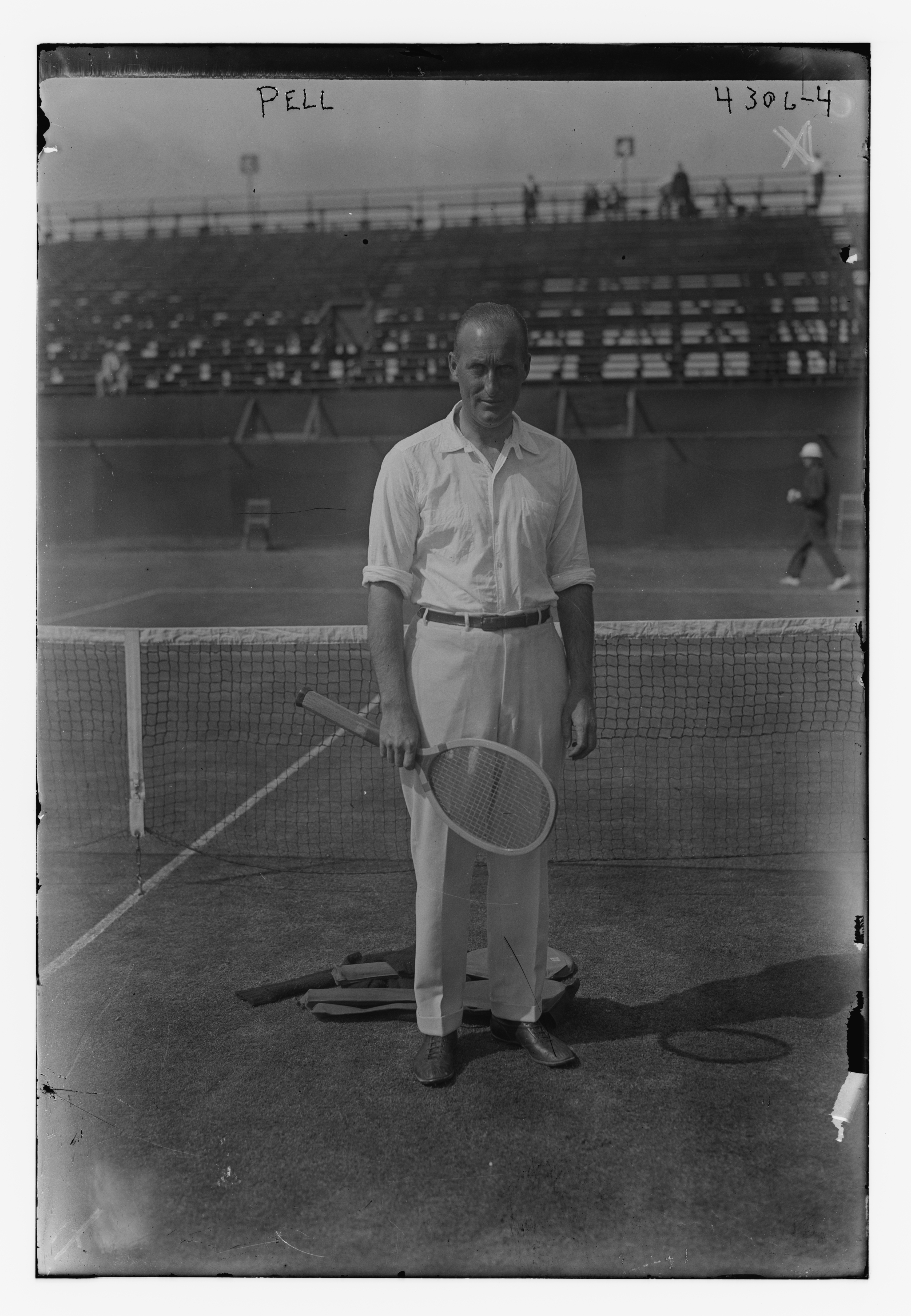
Pell 1917 bei den US-amerikanischen Meisterschaften

Theodore Roosevelt Pell (* 12. Mai 1879 in New York; † 18. August 1967 in Sands Point, New York) war ein US-amerikanischer Tennisspieler.

## Leben
Theodore Pell kam aus einer bekannten Politiker-Familie. Sein Cousin war der US-Senator Claiborne Pell, sein Onkel Duncan Pell war in den 1860er-Jahren Vizegouverneur von Rhode Island. Theodore Pells Patin, Martha Roosevelt, war die Mutter des US-amerikanischen Präsidenten Theodore Roosevelt, nach dem Pell auch benannt wurde.
Pell spielte für den New York Lawn Tennis Club und wurde dreimal im Einzel (1907, 1909 und 1911) sowie viermal im Doppel (1905, 1909, 1911 und 1912) US-amerikanischer Tennis-Hallenmeister. National wurde er einmal auf Platz 5 eingestuft, zwischen 1910 und 1918 stand er zudem fünfmal unter den 10 besten US-Amerikanern. Während seiner Karriere, die von 1897 bis 1924 dauerte, spielte er nur in seinem Heimatland Turniere. Die einzige Ausnahme davon stellt seine Teilnahme an den Olympischen Sommerspielen 1912 in Stockholm dar. Dort nahm er als einziger US-Amerikaner im Einzel auf Rasen teil und schied nach einem glatten Sieg gegen den Franzosen Albert Canet im Achtelfinale gegen den Deutschen Luis Heyden in vier Sätzen aus.
Sein bestes Abschneiden bei den U.S. National Championships, der Vorgänger der US Open war, das Halbfinale im Jahr 1915. Dort verlor er gegen Maurice McLoughlin. Als Pells Stärke wurden seine Körpergröße von 1,88 Metern sowie seine Rückhand angesehen.
Er wurde 1966 in die International Tennis Hall of Fame aufgenommen.